# 13 Егерия
13 Егерия е голям Г-клас астероид от основния пояс.
Открит от Аннибале де Гаспарис на 2 ноември 1850 година, и е наименована от Урбен льо Верие, чиито изчисления водят до откриването на Нептун. Егерия е била богиня (според други източници нимфа) на Арисия в Италия, и съпруга на Нума Помпилий, втория цар на Рим.